# Дома Д. И. Казанского
Дома Д. И. Казанского — памятники градостроительства и архитектуры в историческом центре Нижнего Новгорода. Построены в 1908—1909 годах. Автор проектов — архитектор С. А. Левков.    
Дома образую небольшой ансамбль и являются одними из лучших примеров архитектуры декоративного модерна Нижнего Новгорода.  

## История
Контуры новой Театральной площади Нижнего Новгорода сформировались в ходе строительства здания нового драматического театра в 1894—1896 годах. Северную сторону площади фланкировали дома и ограда Никольской Верхнепосадской церкви, западную — каменные и деревянные строения разных владельцев, в том числе Дмитрия Ивановича Казанского, у которого в 1904 году здесь стояли двухэтажный кирпичный и деревянный на каменном полуэтаже дома. 
Парадную площадь в центре города власти решили застраивать исключительно каменными строениями и обязательно по лучшим проектам фасадов. По этой причине Д. И. Казанский обратился в 1906 году к архитектору С. А. Левкову с просьбой разработать планы новых зданий. Тот спроектировал трёхэтажный с мансардным помещением вверху и службами дом в модном тогда стиле модерн. Позже — ещё один четырёхэтажный каменный жилой дом.
Проекты утвердило Строительное отделение Городской управы 31 декабря 1908 года. На следующий год дома были отстроены под наблюдением автора проекта. Художественную выразительность зданиям придавали сложные элементы декора в стиле модерн: орнаментальные рельефы, цветная плитка обкладки первого этажа, ажурные кованые ограждения балконов. К сожалению, они не сохранились. 

## Архитектура
Здания — ценные памятники нижегородского модерна начала XX века, известные по сохранившейся авторской графике. Планировка трёхэтажного дома № 4 с полуподвалом рациональна и удобна. На каждом этаже находилось по одной трёхкомнатной квартире, разделённой на жилую и хозяйственную части. Большое количество дверей помогало пространственно объединить комнаты. Композиция симметричного фасада выражала внутреннее содержание во внешних формах (типичный приём модерна): полукруглый эркер обозначал положение главных комнат, а балконы — спален. Верхняя часть дома была украшена лепным растительным орнаментом и поливной керамической плиткой.
Дом № 2 был наоборот асимметричным, с двумя полукруглыми эркерами. В его отделке также использовались декоративная лепка и керамическая плитка. Фасады зданий, образующие небольшой ансамбль, искажены поздними переделками, но остаются одними из лучших образцов декоративного модерна Нижнего Новгорода.          